# Municipio de Mehurin
El municipio de Mehurin (en inglés: Mehurin Township) es un municipio ubicado en el condado de Lac qui Parle en el estado estadounidense de Minnesota. En el año 2010 tenía una población de 77 habitantes y una densidad poblacional de 1,02 personas por km².

## Geografía
El municipio de Mehurin se encuentra ubicado en las coordenadas 44°56′46″N 96°24′15″O / 44.94611, -96.40417. Según la Oficina del Censo de los Estados Unidos, el municipio tiene una superficie total de 75.16 km², de la cual 74,31 km² corresponden a tierra firme y (1,13 %) 0,85 km² es agua.

## Demografía
Según el censo de 2010, había 77 personas residiendo en el municipio de Mehurin. La densidad de población era de 1,02 hab./km². De los 77 habitantes, el municipio de Mehurin estaba compuesto por el 98,7 % blancos y el 1,3 % eran de una mezcla de razas. Del total de la población el 0 % eran hispanos o latinos de cualquier raza.